# Offenbach an der Queich
Offenbach an der Queich – miejscowość i gmina w Niemczech, w kraju związkowym Nadrenia-Palatynat, w powiecie Südliche Weinstraße, siedziba gminy związkowej Offenbach an der Queich. Leży nad rzeką Queich.